# Línguas crioulas de base malaia
Além de sua forma clássica e literária, a língua malaia tem diversas variantes regionais estabelecidos antes da ascensão do Sultanato de Malaca. A propagação do malaio através do contato interétnico e do comércio em todo o arquipélago malaio, tanto quanto nas Filipinas, resultou em uma língua franca que foi chamada de "malaio bazaar" ou baixo malaio. Acredita-se geralmente que malaio bazaar fosse um pidgin, influenciado pelo contato entre os malaios e comerciantes chineses, portugueses e neerlandeses.
Além da simplificação geral que ocorre com pidgins, a língua franca malaia tinha várias características distintas. O malaio bazaar ainda é usado, de forma limitada, em Singapura e na Malásia. A consequência mais importante, no entanto, foi a crioulização do pidgin malaio, com o surgimento de várias novas línguas crioulas, tais como:
- malaio baba de Singapura
- malaio de Malaca
- malaio do Seri Lanca
- peranakan na Indonésia (Java e Bali)
- malaio manado
- malaio de Jacarta
- malaio ambonês
- malaio larantuca
- malaio de Maumere